# Victor Dolmetsch
Victor Auguste Dolmetsch (Nantes, 11 augustus 1852-20 december 1904) was een Frans componist en pianist van Boheemse komaf. Hij studeerde piano eerst in Nantes en vervolgens aan het Conservatorium in Parijs bij Antonin Marmontel. Hij werd aldaar een "dicipel" genoemd van Marmontel. Daarna ging hij er zelf lesgeven. Hij is zoon van componist Frédéric Dolmetsch en neef van instrumentmaker Arnold Dolmetsch. Hij schreef ook recensies over muziek in Le Ménéstrel.

## Werklijst (incompleet)
Dolmetsch schreef veel kleine werkjes, die vallen in de rubriek romantische
salonmuziek. Dat genre viel eind 19e eeuw al uit de gratie met de opkomst van de "echte" concertzalen. Relatief veel van zijn werken zijn nog te traceren omdat het oeuvre van Dolmetsch verspreid is over twee a drie muziekuitgeverijen.
| Opus     | Titel | Opmerking                                                                                            |
| -------- | --- | --- |
| opus 1   | Trois pièces intimes - Tempo diminuetto - Andantino - Tarentelle | voor viool en piano, uitgegeven bij Henry Lemoine Parijs, opgedragen aan zijn vriend A. Lefort       |
| opus 2   | Trois morceaux caractéristiques - Cortege - Paysage - Pasredoublé | voor vierhandig piano, uitgegeven bij Henry Lemoine opgedragen aan de dames B. Edward en M. d’Aubret |
| opus 3   | Quinze pièces pour le piano - 1. Préambule (opgedragen aan Stephen Heller) - 2. Promenade (opgedragen aan Émile Paladilhe) - 3. Petite vals (opgedragen aan pianiste Pauline Roger) - 4. Air de ballet (opgedragen aan Ernst Guiraud) - 5. Canzonetta (opgedragen aan Antonin Marmontel) - 6. Burlesque (opgedragen aan Louis Diémer) - 7. Valse lente (opgedragen aan Aristide Hignard) - 8. Sérénade Mauresque (opgedragen aan Henry Ketten) - 9. Air Languedocien (opgedragen aan Antonin Marmontel) - 10. Caprice (opgedragen aan mevrouw P. Vervoot) - 11. Marche baroque (opgedragen aan Guido Spinetti) - 12. Intermezzo (opgedragen aan Louise-Aglaé Massart-Masson) - 13. Havanaise (opgedragen aan Charles Delioux) - 14. Cantilene (opgedragen aan Léon Laumonnier) - 15. Sphinx (opgedragen aan Élie-Miriam Delaborde) | uitgegeven door Alphonze Leduc                                                                       |
| opus 4   | Air Languedocien | uitgelicht uit opus 3 opgedragen aan Antonin Mamontel                                                |
| opus 5   | | Titel onbekend                                                                                       |
| opus 6   | | Titel onbekend                                                                                       |
| opus 7   | Air de Ballet | |
| opus 8   | Barcarolle | |
| opus 9   | Arabesque | |
| opus 10  | Deuxième cantilene | |
| opus 11  | Esquisse | |
| opus 12  | | Titel onbekend                                                                                       |
| opus 13  | | Titel onbekend                                                                                       |
| opus 14  | Vingt-quatre études caractéristiques pour piano | |
| opus 15  | | Titel onbekend                                                                                       |
| opus 16  | Première gavotte pour piano | |
| opus 17  | Valse lente pour piano | |
| opus 18  | | Titel onbekend                                                                                       |
| opus 19  | Deuxième arabesque, valse pour piano | |
| opus 20  | Berceuse (petite) pour piano | |
| opus 21  | Sérénade pour piano | |
| opus 22  | Troisième barcarolle pour piano | |
| opus 23  | Deuxième valse lente pour piano | |
| opus 24  | Danse antique pour piano/Deuxième Gavotte pour piano | |
| opus 25  | | Titel onbekend                                                                                       |
| opus 26  | | Titel onbekend                                                                                       |
| opus 27  | Klavieroktett | |
| opus 28  | La nacelle, valse lente pour piano | |
| opus 29  | Esquisse romantique pour piano | |
| opus 30  | | Titel onbekend                                                                                       |
| opus 31  | Fantaisie valse | |
| opus 32  | Doux serment, romance sans paroles pour piano | |
| opus 33  | Gaillarde, piece dans le style ancien pour piano | |
| opus 34  | Passepied, piece dans le style ancien pour piano | |
| opus 35  | Valse rustique pour piano | |
| opus 36  | Souvenir d’antan pour piano | |
| opus 37  | Les Dryades, valse lente pour piano | |
| opus 38  | Pensée fugitive pour piano | |
| opus 39  | Vingt etudes de mécanisme et d’espression pour piano | |
| opus 40  | Pantomime, caprice pour piano | |
| opus 41  | Varcarolle pour piano | |
| opus 42  | Gavotte Pompadour pour piano | |
| opus 43  | | Titel onbekend                                                                                       |
| opus 44  | Tendre message, romance sans paroles pour piano | |
| opus 45  | Danse des djinns, air de ballet pour piano | |
| opus 46  | Douce confidence, romance sans paroles pour piano | |
| opus 47  | Mazurka chromatique pour piano | |
| opus 48  | Valse-berceuse pour piano | |
| opus 49  | Tarentelle, caprice pour piano | |
| opus 50  | Au pays bleu, romance sans paroles pour piano | |
| opus 51  | Petite barcarolle pour piano | |
| opus 52  | Air de ballet | |
| opus 53  | Sérésande tcherkesse pour piano | |
| opus 54  | Au crépuscule, romance sans paroles pour piano | |
| opus 55  | Mazurka mélodique pour piano | |
| opus 56  | | Titel onbekend                                                                                       |
| opus 57  | | Titel onbekend                                                                                       |
| opus 58  | | Titel onbekend                                                                                       |
| opus 59  | | Titel onbekend                                                                                       |
| opus 60  | Gavotte des Pupazzi pour piano | |
| opus 61  | | Titel onbekend                                                                                       |
| opus 62  | | Titel onbekend                                                                                       |
| opus 63  | Refrain martial | |
| opus 64  | | Titel onbekend                                                                                       |
| opus 65  | | Titel onbekend                                                                                       |
| opus 66  | | Titel onbekend                                                                                       |
| opus 67  | | Titel onbekend                                                                                       |
| opus 68  | | Titel onbekend                                                                                       |
| opus 69  | | Titel onbekend                                                                                       |
| opus 70  | Pavane pour piano | |
| opus 71  | | Titel onbekend                                                                                       |
| opus 72  | | Titel onbekend                                                                                       |
| opus 73  | | Titel onbekend                                                                                       |
| opus 74  | | Titel onbekend                                                                                       |
| opus 75  | | Titel onbekend                                                                                       |
| opus 76  | | Titel onbekend                                                                                       |
| opus 77  | | Titel onbekend                                                                                       |
| opus 78  | | Titel onbekend                                                                                       |
| opus 79  | | Titel onbekend                                                                                       |
| opus 80  | | Titel onbekend                                                                                       |
| opus 81  | | Titel onbekend                                                                                       |
| opus 82  | Gavotte, impromtu pour piano | |
| opus 83  | | Titel onbekend                                                                                       |
| opus 84  | Promenade champetre pour piano | |
| opus 85  | Quinze nouveaux preludes | |
| opus 86  | | Titel onbekend                                                                                       |
| opus 87  | Gavotte martiale pour piano | |
| opus 88  | La Siesta! Troisième valse lente pour piano | |
| opus 89  | Vingt etudes de mécanisme et d’oppression pour piano | |
| opus 90  | | Titel onbekend                                                                                       |
| opus 91  | | Titel onbekend                                                                                       |
| opus 92  | Marche (petite) grotesque pour piano | |
| opus 93  | En balancelle, valse lente pour piano | |
| opus 94  | Berceuse pastorale | |
| opus 95  | | Titel onbekend                                                                                       |
| opus 96  | | Titel onbekend                                                                                       |
| opus 97  | | Titel onbekend                                                                                       |
| opus 98  | | Titel onbekend                                                                                       |
| opus 99  | Chaconne pour piano | |
| opus 100 | Humoresque, valse pour piano | |
| opus 101 | Fantoccini, pieve caractéristiques pour piano | |
| opus 102 | Caprice-ballet pour piano | |
| opus 103 | | Titel onbekend                                                                                       |
| opus 104 | | Titel onbekend                                                                                       |
| opus 105 | Musette pour piano | |
| opus 106 | Esquisse, valse pour piano | |
| opus 107 | Fantaisie menuet, pour piano | |
| opus 108 | Trois pieces pittoresques pour piano a 4 mains | uitgegeven door Durand                                                                               |
| opus 109 | Première suite d’orchestra | |
| opus 110 | Fleurs fanées, mélodies sans paroles | |
| opus 111 | | Titel onbekend                                                                                       |
| opus 112 | Danse des libelules/Dragonflies | |
| opus 113 | L’indolente (6me valse lente pour piano) | |
| opus 114 | Deuxième musette pour piano | |
| opus 115 | Menuet badin pour piano | |
| opus 116 | Guitare pour piano | |
| opus 117 | | Titel onbekend                                                                                       |
| opus 118 | | Titel onbekend                                                                                       |
| opus 119 | Troisième musette pour piano | |
| opus 120 | Message, mélodie sans paroles pour piano | |
| opus 121 | | Titel onbekend                                                                                       |
| opus 122 | Cantilene (petite) pour piano | |
| opus 123 | Deuxième guitare pour piano | |
| opus 124 | Scherzando | |
| opus 125 | Berceuse loitaine | |
| opus 126 | Sérénade frivole | |
| opus 127 | | Titel onbekend                                                                                       |
| opus 128 | | Titel onbekend                                                                                       |
| opus 129 | Deuxième chaconne pour piano | |
| opus 130 | Musette nivernaise pour piano | |
| opus 131 | | Titel onbekend                                                                                       |
| opus 132 | Gavotte rustique pour piano | |
| opus 133 | Sérénade guitare | |
| opus 134 | Souvenance, feuillet d’album pour piano | |
| opus 135 | Berceuse champetre | |
| opus 136 | Menuet martial/Valse sentimetale | |
| opus 137 | Tras los montes, douvenir d’Espagne pour piano | |
| opus 138 | Polkina pour piano | |
| opus 139 | Saltarelle pour piano | |
| opus 140 | Duo-berceuse pour piano | |
| opus 141 | Valse gracieuse pour piano | |
| opus 142 | Nocturne barcarolle | |
| opus 143 | En route, piece caractéristique pour piano | |
| opus 144 | Grain de Blé/Grano di fremento | chanson op tekst van Theophile Franchy                                                               |
| opus 145 | Sous la ramure pour piano | |
| opus 146 | Menuet, scherzando pour piano | |
| opus 147 | Chanson d’avril pour piano | |
| opus 148 | Farandole pour piano | |
| opus 149 | Landler, valse pour piano | |
| opus 150 | Gavotte a Ninon pour piano | |
| opus 151 | | Titel onbekend                                                                                       |
| opus 152 | | Titel onbekend                                                                                       |
| opus 153 | Au loin, mélodie sans paroles | |
| opus 154 | Valse enlaçante | |
| opus 155 | Au temps jadis, air a danse pour piano | |
| opus 156 | Noce villageoise pour piano | |
| opus 157 | | Titel onbekend                                                                                       |
| opus 158 | | Titel onbekend                                                                                       |
| opus 159 | Passepied | |
| opus 160 | Scherzino | |
| opus 161 | La source, piece pour piano | |
| opus 162 | Cinquieme valse lente pour piano | |
| opus 163 | Berceuse fredonnée pour piano | |
| opus 164 | Pas redoublé pour piano | |
| opus 165 | Fleurs mi-closes, mélodie pour piano | |
| opus 166 | Menuet noble pour piano | |
| opus 167 | | Titel onbekend                                                                                       |
| opus 168 | | Titel onbekend                                                                                       |
| opus 169 | | Titel onbekend                                                                                       |
| opus 170 | Seconde Ländler pour piano | |
| opus 171 | Caprice-mazurk pour piano | |
| opus 172 | Jours passé pour piano | |
| opus 173 | Doux regard, mélodie sans paroles pour piano | |
| opus 174 | Danses païennes no. 1; pas de nymphes pour piano | |
| opus 175 | Ronde pour piano | |
| opus 176 | Impromptu-scherzando pour piano | |
| opus 177 | Chanson slave pour piano | |
| opus 178 | Fantaisie-ballet a cinq temps pour piano | |
|          | Pauvre Petits | |
|          | Envoi | chanson op tekst van Armand Silvestre                                                                |
|          | Les Papillons | |
|          | Perle d’or | |

- Bibliothèque nationale de France: cb14988373w (data)
- International Standard Name Identifier: 0000 0004 1847 807X
- Library of Congress Control Number: no2017131658
- Nationale Bibliotheek van Tsjechië: mzk2013776543
- Système universitaire de documentation: 190612622
- Virtual International Authority File: 305218498
- WorldCat: E39PBJvhkCb3mwdCJjfmqRGfv3